# 吕希德
吕希德（德語：Lügde，發音：[ˈlʏçtə] ⓘ）是德国北莱茵-威斯特法伦州代特莫尔德行政区利珀县的城市，面积88.64平方千米，2023年12月31日人口为9,298人。

## 地名
该地名“Lügde”发音特殊，字母“g”发音为[ç]而非[ɡ]、[k]或不发音，《世界地名翻译大辞典》将其误译作“吕德”，《世界地名译名词典》将其纯按《德汉地名译音表》译作“吕格德”。